# Algo pequeñito
„Algo pequeñito” (în spaniolă Ceva micuț) este un cântec compus de Jesús Cañadilla și interpretat de Daniel Diges, care a reprezentat Spania la Concursul Muzical Eurovision 2010. Melodia, bazată pe ritmul clasic de vals, a câștigat selecția națională spaniolă, Eurovisión: Destino Oslo, desfășurată pe 22 februarie 2010.
În ciuda performanței excelente a artistului, piesa a obținut cel mai prost rezultat posibil al acestei țări din ultimii zece ani (locul 15), datorită unei posibile acuzări de plagiat, cauzate de Jimmy Jump.